# Steve Taylor
Steve Taylor é um autor britânico. Ele ministra palestras em Psicologia Transpessoal e escreveu diversos livros sobre Psicologia e espiritualidade. É professor sênior de psicologia na Leeds Beckett University.
Os estudos de Taylor são focados na Psicologia Transpessoal,  estados alterados de consciência, e especialmente nas experiências de "despertar". Taylor obteve seu grau de PhD em psicologia pela Liverpool John Moores University.

## Carreira
Ele ensinou desenvolvimento pessoal na University of Manchester, Reino Unido, realizou sua pesquisa para o PhD em Psicologia Transpessoal pela Liverpool John Moores University,  e é professor sênior nessa Universidade.

Os livros de Taylor já foram publicados em 18 línguas, e seus artigos e ensaios foram publicados tanto em revistas acadêmicas quanto em jornais de circulação aberta, entre eles os jornais de Psicologia Transpessoal The Journal of Humanistic Psychology, o Journal of Transpersonal Psychology, The Journal of Consciousness Studies, Psychologies, Resurgence, The Daily Mail e o The Daily Express. 
Taylor foi incluido na lista das "100 pessoas vivas mais espiritualmente influentes", publicada pela Watkins Books, "Mind, Body, Spirit magazine", pelos quatro últimos anos. 
Seu último livro "The Calm Center" é um livro de reflexões e meditações editado pela Eckhart Tolle Edições e com prefácio de Eckhart Tolle

## Vida Pessoal
Ele vive em  Manchester, Inglaterra, com sua esposa e três filhos.

## Publicações (em língua inglesa)
- Out of Time. (2003). Nottingham: Pauper's Press. (Esgotado)
- The Fall: The Insanity of the Ego in Human History and the Dawning of a New Era. (2005). Ropley: O Books.
- Making Time: Why Time Seems to Pass at Different Speeds and How to Control it. (2007). London: Icon Books.
- Waking From Sleep: Why Awakening Experiences Occur and How to Make them Permanent. (2010). London: Hay House.
- Out of the Darkness: From Turmoil to Transformation. (2011). London: Hay House.
- Back to Sanity: Healing the Madness of our Minds. (2012). London: Hay House.
- The Meaning: Poetic and Spiritual Reflections.' (2013). Ropley: O Books.
- The Calm Center: Reflections and Meditations for Spiritual Awakening.' (2015) An Eckhart Tolle Edition (New World Library).
- The Psychology of Pandemics (December 1, 2019) Cambridge Scholars Publishing

## Referencias
1. ↑  «Author Biography: Steve Taylor». Hay House, Inc. Consultado em 10 de setembro de 2013
2. ↑  The Journal of Transpersonal Psychology, 2009, 41 (1), 22-43, Beyond the Pre/Trans Fallacy: the Validity of Pre-Egoic Spiritual Experience.
3. ↑  Woman's Hour, BBC Radio 4, Feb 2012, Out of the Darkness
4. ↑  Waking From Sleep ISBN 978-1-84850-179-9
5. ↑  The International Journal of Transpersonal Studies, 25, 2006
Elias Capriles.
6. ↑  «Watkins' Spiritual 100 List for 2012». Watkins Books. Consultado em 10 de setembro de 2013. Arquivado do original em 14 de junho de 2013
7. ↑  Watkin's Mind Body Spirit Magazine, Issue 33, Spring 2013 Arquivado em 5 de janeiro de  2014, no Wayback Machine. Watkins Publishing.
8. ↑  «About Steve Taylor». Consultado em 10 de setembro de 2013. Arquivado do original em 10 de setembro de 2013